# 布瓦黃土碉群
布瓦黃土碉群位於四川省汶川縣，文物遺址年代判定為元明清。2004年增補為第六批四川省文物保護單位。2006年5月25日列為第六批全國重點文物保護單位，歸入第五批全國重點文物保護單位直波碉樓。